# Qischil Minny
Qischil Gandrum Minny (sinh ngày 22 tháng 7 năm 1987) là một cầu thủ bóng đá người Indonesia hiện tại thi đấu cho Persik Kediri ở Indonesia Super League.